# Lino Domeneghini
Lino Vitale Domeneghini (Carcina, 15 marzo 1899 – Torino, 4 dicembre 1931) è stato un sindacalista e politico italiano.

## Biografia
Fin dal 1915 partecipa alle manifestazioni del movimento interventista e in coerenza con le sue posizioni appena raggiunta l'età minima si arruola volontario e viene assegnato ad un reparto di fanteria a Lodi. Ansioso di combattere lo abbandona per raggiungere la prima linea, guadagnandosi una medaglia d'argento a Zagora. Catturato dagli austriaci al passo di Zagradan fugge dopo due tentativi andati a vuoto e riesce a tornare in Italia nel 1919. Nominato comandante di un campo di prigionia preferisce partire volontario in Libia, dove viene nominato Segretario capo del tribunale di Tripoli.
Nel 1922, nuovamente rimpatriato, aderisce al fascismo e inizia a militare nel Fascio di Bergamo. Comandante delle squadre d'azione ha diretto numerose azioni squadriste, specialmente contro i circoli socialisti. L'anno successivo assume la direzione dei sindacati dei lavoratori agricoli del bresciano. Ha successivamente diretto il Sindacato provinciale agricoltori fascisti e ricoperto il ruolo di Ispettore della Federazione provinciale bresciana delle corporazioni sindacali. 
Fatto oggetto di due attentati, muore a soli 31 anni per le conseguenze delle ferite riportate.